# Huascarán
Huascarán eller Nevado Huascarán er et bjerg i Peru i Sydamerika som måler 6768 meter over havet. Det er det højeste bjerg i Peru og det fjerdehøjeste i Sydamerika. Det ligger i Huascarán nationalpark i Andes i regionen Ancash i det nordlige Peru. 
Huascarán er et bjergmassiv med tvillingtoppe; en nord og en sydtop. 
Bjerget er opkaldt efter den 13. Sapa Inka i Inkariget, Huáscar.

## Opstigninger
Den nordlige top har flest opstigninger. Et klatrehold med A. S. Peck, R. Taugwalder og G. zum Taugwald var de første som nåede nordtoppen den 2. september 1908, mens P. Borchers, W. Bernhard, H. Hoerlin, E. Hein og E. Schneider var de første på sydtoppen den 20. juli 1932.
I maj 1970 skete en naturkatastrofe ved Huascarán, da et sne- og stenskred udslettede byen Yungay med over 20.000 indbyggere. Skreddet blev udløst af et stort jordskælv, der medførte store ødelæggelser i det nordlige Peru.

## Eksterne links
- Webstedet Andeshandbook om Huascarán Arkiveret 2. august 2019 hos  Wayback Machine
- Huascarán i Yungay, Peru Arkiveret 23. februar 2007 hos  Wayback Machine
- Ascenciones al Huascaran, Peru Arkiveret 31. marts 2007 hos  Wayback Machine

9°7′S 77°36′V / 9.117°S 77.600°V